# Museo d'arte contemporanea Donnaregina
Il Museo d'arte contemporanea Donnaregina (Madre) è un museo presente nel centro storico di Napoli, nel quartiere San Lorenzo, con sede nello storico Palazzo Donnaregina, raggiungibile in via Luigi Settembrini.
Il museo ha una superficie complessiva di 7.200 m2 di cui 2660 m2 sono destinati alle aree espositive, è dotato di una libreria dedicata, una biblioteca, di laboratori didattici, un auditorium, un ristorante e una caffetteria.

## Storia
La nascita del Museo Madre è stata pianificata in base al “Patto per l'Arte Contemporanea” sottoscritto nel 2003 dal Ministero per i Beni e le Attività Culturali, le Regioni, le Province Autonome di Trento e Bolzano, le Province, i Comuni e le Comunità Montane con il fine di:
(Bollettino ufficiale Regione Campania)
Tale patto ha permesso alla Regione Campania di costituire nel 2004, come socio unico, la Fondazione Donnaregina senza scopo di lucro con lo scopo di:
(Bollettino ufficiale Regione Campania)
L'anno successivo la Giunta Regionale Campana ha quindi acquistato il Palazzo Donnaregina per adibirlo a primo museo regionale per l'arte contemporanea.
L'edificio si sviluppa su strutture settecentesche e ottocentesche intorno a due cortili e sovrasta un tratto di cinta muraria del V-IV a.C. visibile sotto il pavimento della biglietteria.
Inaugurato (parzialmente) l'11 giugno 2005, il museo è stato finito completamente nel 2007 e sono stati ampliati gli spazi di esposizione ad opera dell'architetto portoghese Álvaro Siza.
Per quattro anni il museo ha ospitato mostre e retrospettive sotto la direzione di Eduardo Cicelyn e Mauro Codognato. Non sono mancate polemiche relative alla loro gestione, tra cui quella condotta dal gallerista napoletano Guido Cabib sulle colonne del portale Exibart, per i finanziamenti stanziati dalla Regione per la mostra Barock, ospitata nel museo dal 13 dicembre 2009 al 5 aprile 2010.
A marzo 2010, le elezioni regionali hanno visto un avvicendamento dei partiti politici, così la giunta fino a quel momento guidata da Antonio Bassolino (PD) è stata sostituita da una guidata da Stefano Caldoro (PDL). Il 16 febbraio 2011 il Consiglio di Amministrazione del Madre si è dimesso e poco dopo alcune delle istituzioni e alcuni artisti che avevano concesso in prestito le opere ne hanno chiesto la restituzione.
Il Madre è retto dal Consiglio di amministrazione della Fondazione con la collaborazione di un comitato scientifico. Dei due organi hanno fatto parte Laura Valente, Maria Letizia Magaldi, Ferdinando Pinto, Oberdan Forlenza, Achille Bonito Oliva, Enrico Santangelo, Sylvain Bellenger, Bice Curiger, Hou Hanru, Gianfranco Maraniello, Massimo Osanna, Stefano Boeri. Alla direzione artistica si sono succeduti Eduardo Cicelyn, Andrea Viliani, Kathryn Weir. Dal 2021 la Fondazione è presieduta da Angela Tecce. Dal 2023 la direzione artistica è passata a Eva Elisa Fabbris.

## Collezione
In origine, la collezione permanente del Madre era ospitata al secondo piano dell'edificio ed era formata da opere concesse in prestito a tempo indeterminato da collezioni nazionali ed internazionali (come la collezione Sonnabend di New York o la collezione Stein di Milano) o direttamente dagli artisti, come nel caso di Damien Hirst, Jannis Kounellis, Richard Long, Nino Longobardi, Giulio Paolini, Robert Rauschenberg e Jeff Wall.
La collezione ospitata dal 2006 al 2012 annoverava opere di: Carlo Alfano, Getulio Alviani, Carl Andre, Giovanni Anselmo, John Baldessari, Georg Baselitz, Bernd & Illa Becher, Joseph Beuys, Domenico Bianchi, Ashley Bickerton, Alighiero Boetti, Alberto Burri, Francesco Clemente, Enzo Cucchi, Hanne Darboven, Gino De Dominicis, Luciano Fabro, Dan Flavin, Lucio Fontana, Gilbert & George, Douglas Gordon, Andreas Gursky, Peter Halley, Damien Hirst, Donald Judd, Anish Kapoor, Anselm Kiefer, Yves Klein, Jeff Koons, Joseph Kosuth, Jannis Kounellis, Sol LeWitt, Roy Lichtenstein, Richard Long, Nino Longobardi, Piero Manzoni, Robert Mapplethorpe, Mario Merz, Marisa Merz, Robert Morris, Bruce Nauman, Claes Oldenburg, Luigi Ontani, Mimmo Paladino, Giulio Paolini, Giuseppe Penone, Gianni Pisani, Michelangelo Pistoletto, Robert Rauschenberg, Gerhard Richter, Thomas Ruff, Mario Schifano, Richard Serra, Julian Schnabel, Cindy Sherman, Haim Steinbach, Thomas Struth, Antoni Tàpies, Ernesto Tatafiore, Cy Twombly, Bill Viola, Jeff Wall, Andy Warhol e Gilberto Zorio. A causa dei rovesci finanziari e politici del museo, alcune opere sono state restituite ai proprietari. 
Dopo il cambiamento di gestione, che ha visto la ricostituzione del Cda della Fondazione e del comitato scientifico e la nomina del direttore Andrea Viliani, la collezione è stata ricostituita.
Alla Collezione site-specific -  con opere di: Domenico Bianchi, Francesco Clemente, Luciano Fabro, Rebecca Horn, Anish Kapoor, Jeff Koons, Jannis Kounellis, Sol LeWitt, Richard Long, Mimmo Paladino, Giulio Paolini e Richard Serra - dal 2013 si affianca il progetto in progress Per_formare una collezione dedicato dalla Fondazione Donnaregina per le arti contemporanee alla formazione progressiva della Collezione del museo Madre.